# 고스티니 드보르역
고스티니 드보르 역(러시아어: Гостиный двор)은 러시아 상트페테르부르크 시에 있는 상트페테르부르크 지하철 넵스코 바실레오스트롭스카야 선의 역이다. 1967년 11월 3일에 개통되었다. 이 역은 그리보예도프 운하와 넵스키 대로 사이의 교차점에 두 개의 출구를 가지고 있으며, 또 다른 출구는 고스티니 드보르 몰의 북쪽에 있다. 북쪽 출구는 쇼핑몰과 직접 연결되는 출입구가 있다. 또한, 이 역은 본 노선 및 상트페테르부르크 지하철 전체에서 가장 붐비는 역 중 하나이다.

## 환승
고스티니 드보르 역에서는 모스콥스코 페트로그라츠카야 선의 넵스키 프로스펙트 역으로 환승이 가능하다.

## 구조
고스티니 드보르 역사는 건축가 A.K.Andreeva, I.Moscalenko, 그리고 엔지니어 S.P.Shukin의 프로젝트에 따라 건설되었다. 역사는 넵스키 대로와 넵스키와 가든 스트리트의 모퉁이 교차점 상에 위치한다. 건물의 높은 층에는 조명 장치를 숨기고 있는 천장으로 덮인 "볼가"의 밝은 대리석이 장식되어 있다. 1917년 7월 17일 가든 거리와 넵스키 대로에서 열린 7월 시연의 주제가 전시되어 있다.
역사 건물의 천장은 노란색 금속판으로 장식되어 있다.
지하 내부는 수평 엘리베이터가 설치된 역으로, 심도 56m에 위치한다. 플랫폼에는 스크린도어가 설치되어 있다.
2008년 8월부터 2009년 8월 31일까지 역 입구로 연결되는 에스컬레이터는 지하수에 의한 열화 및 부식으로 인한 누수 피해로 수리 작업을 위해 폐쇄되었다. 메트로스트로이는 물의 흐름을 더 잘 통제하기 위해 설계를 개조했다. 수리하는 동안 승객들은 고스티니 드보르 역에서 에스컬레이터를 이용하기 위해 넵스키 프로스펙트 역 입구를 통하여 고스티니 드보르 쇼핑몰로 나가는 출구만을 이용해야 했다.

## 주변 명소
고스티니 드보르 역 주변에는 피의 구원 사원, 카잔 대성당, 러시아 미술관 등 여러 유적지들이 가까운 곳에 있다. 2011년 아드미랄테이스카야 역이 개통되기 이전에는 예르미타시 미술관, 성 이사악 성당, 러시아 구해군성, 서머 가든, 청동기마상과 가장 가까운 역이었다.

## 사진

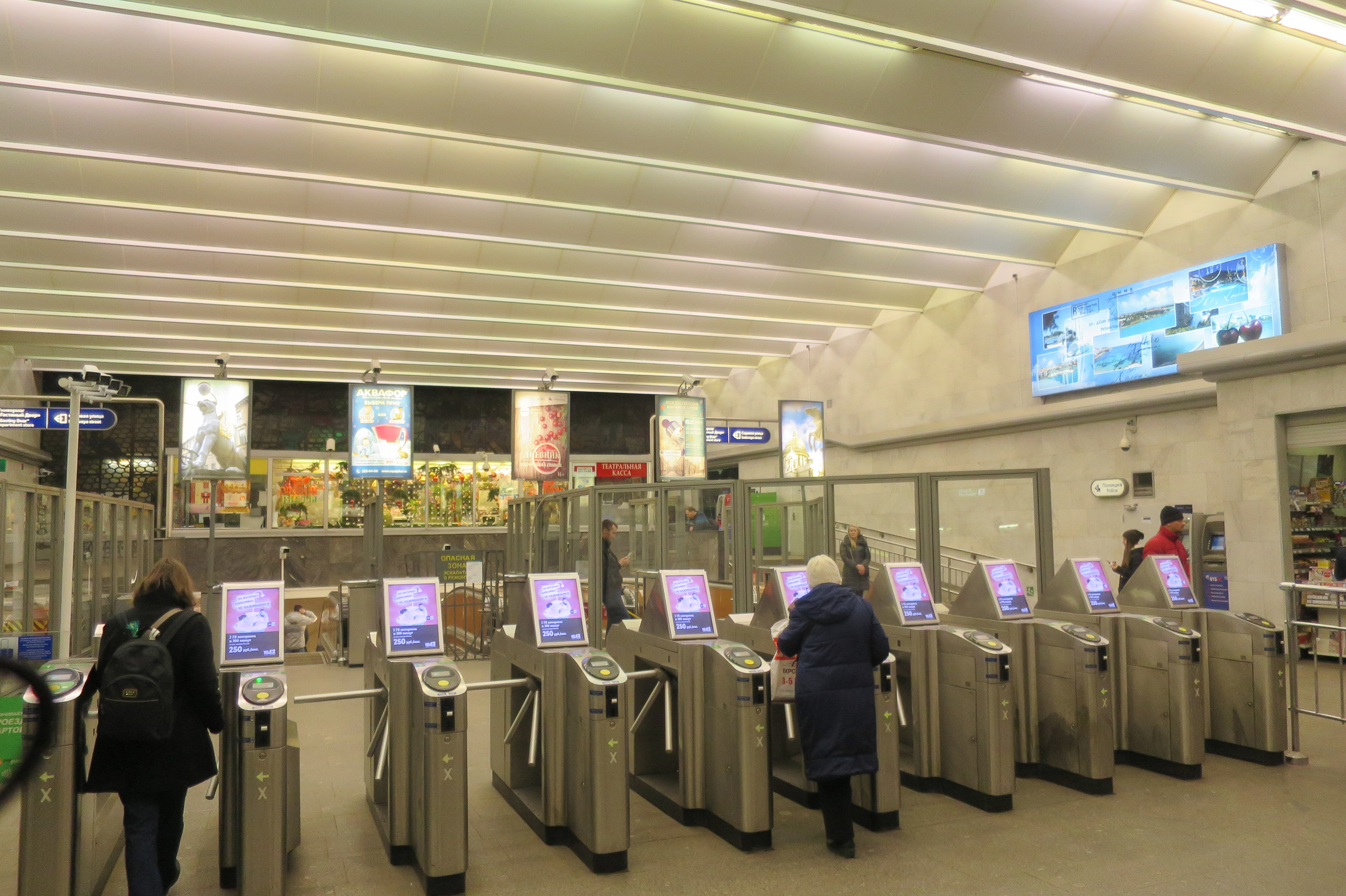
게이트
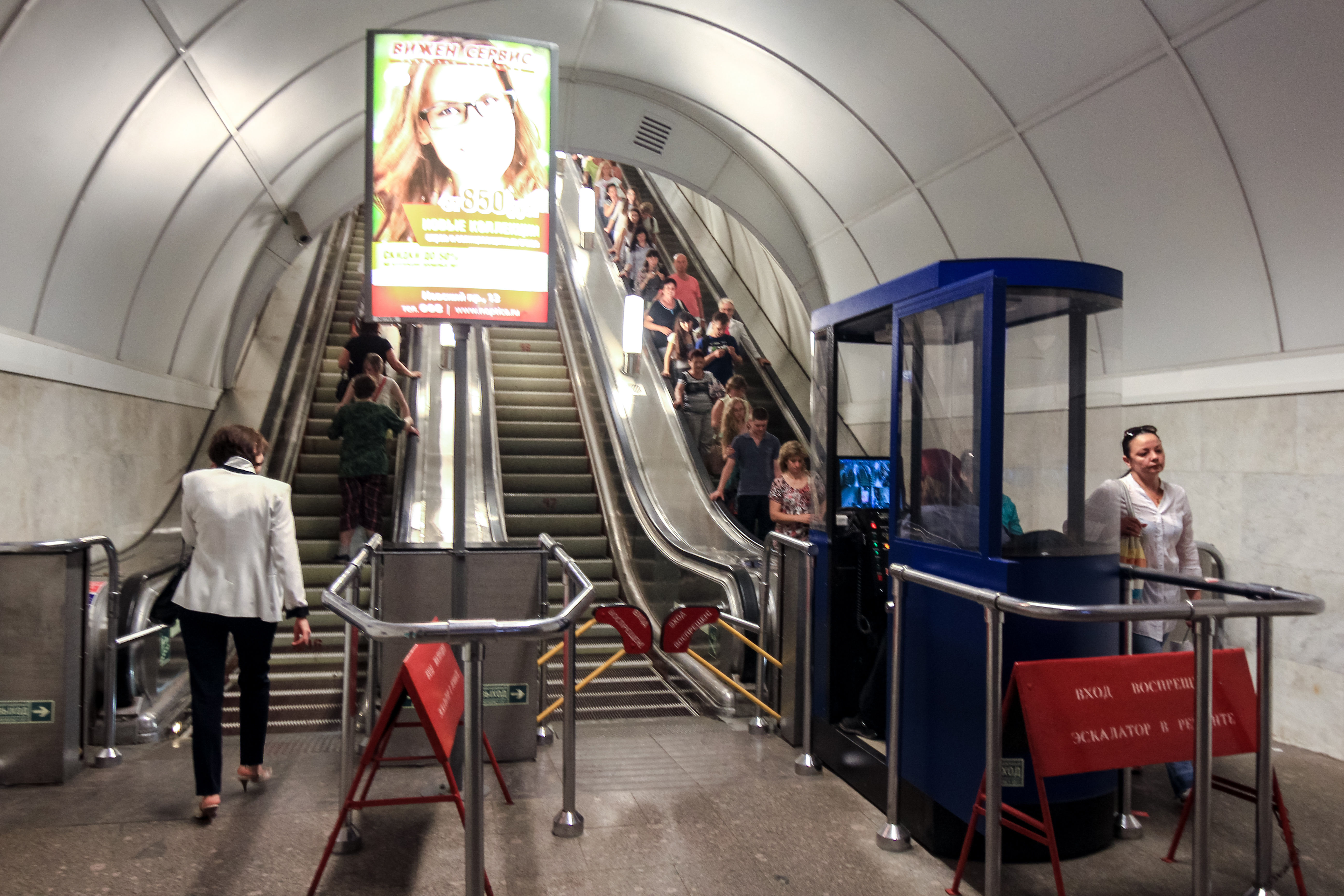
출구용 에스컬레이터
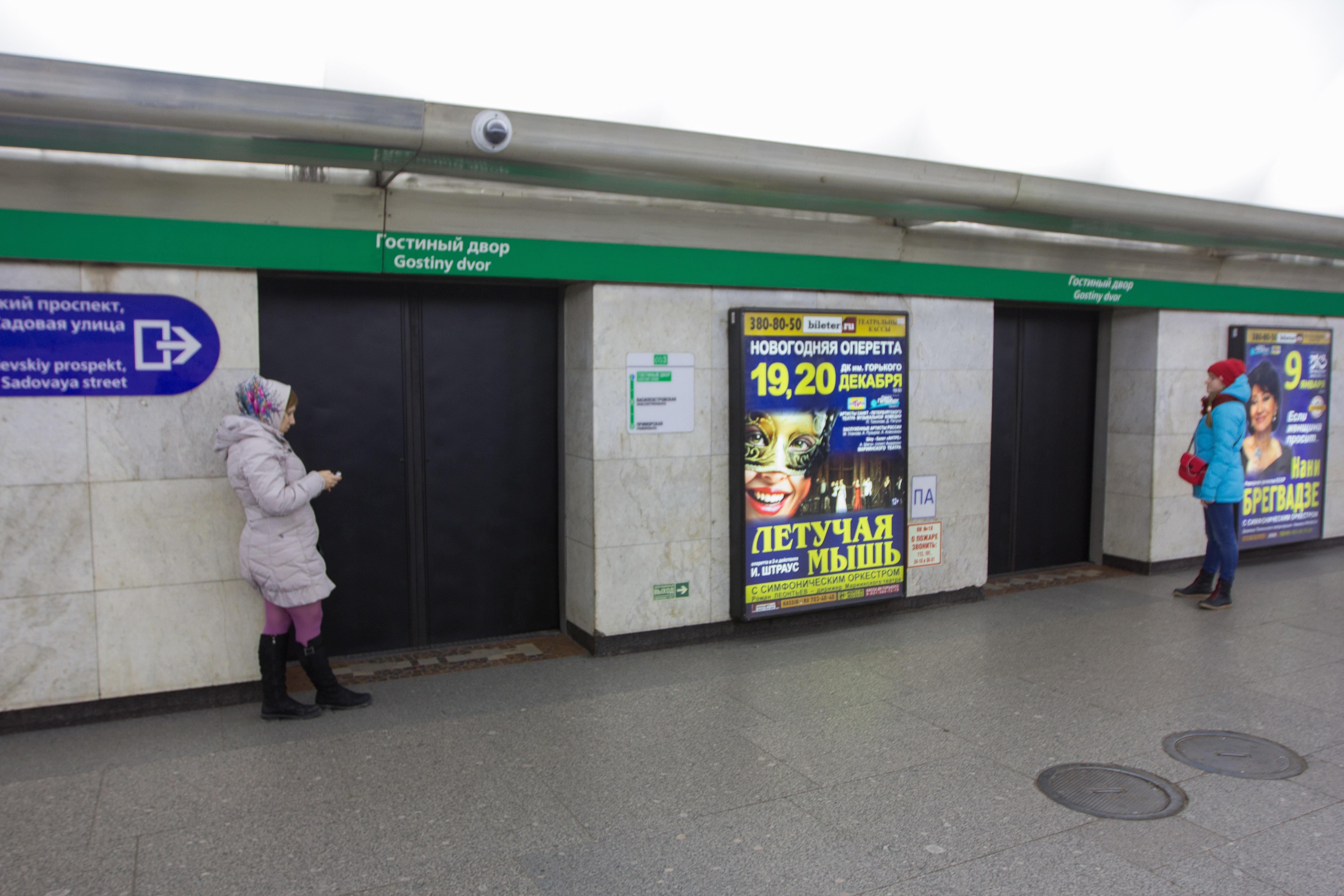
플랫폼 스크린도어